# Kabupaten Ngada
Kabupaten Ngada är ett kabupaten i Indonesien.   Det ligger i provinsen Nusa Tenggara Timur, i den centrala delen av landet, 1 600 km öster om huvudstaden Jakarta. Antalet invånare är 142 393.